# ایلک (مجارستان)
ایلک (به مجاری: Ilk) یک منطقهٔ مسکونی در مجارستان است که در سابولچ-ساتمار-برگ واقع شده‌است. ایلک ۱۴٫۵۷ کیلومتر مربع مساحت و ۱٬۲۶۳ نفر جمعیت دارد.